# 湖泊省 (多哥)
6°14′00″N 1°36′00″E / 6.2333°N 1.6000°E
湖泊省（Lacs Prefecture），是多哥的30個省份之一，位於該國南部，由濱海區負責管轄，首府設於阿內霍，面積706平方公里，2010年人口172,148，人口密度每平方公里243.8人。